# Justin Huntly McCarthy
Justin Huntly McCarthy, né le 30 septembre 1860 en Angleterre et mort le 20 ou le 21 mars 1936 à Putney, dans la banlieue sud de Londres, est un écrivain, dramaturge, traducteur et homme politique britannique. Auteur de nombreux romans d’aventures historiques, ainsi que de traductions du persan, il est surtout connu pour son roman L’Aventure de Maître François Villon (If I Were King), paru en 1901 et tiré de sa propre pièce du même nom.
En politique, il est élu membre du Parlement et a siégé à la Chambre des communes du Royaume-Uni de 1884 à 1892.

## Biographie

### Carrière politique
Justin Huntly McCarthy est élu pour la première fois au Parlement du Royaume-Uni lors de l'élection partielle du 12 juin 1884 dans la circonscription de Athlone comme candidat du Home Rule League, parti politique irlandais (qui deviendra le Irish Parliamentary Party) qui lutte pour l'abrogation de l'Acte d'union et la mise en place d'un Home Rule en Irlande au sein de la Chambre des communes du Royaume-Uni.
En 1885, Athlone perd son statut de circonscription parlementaire en vertu du Redistribution of Seats Act 1885 (en). En conséquence, aux élections générales britanniques de 1885, McCarthy se présente et est élu dans la circonscription de Newry du comté de Down sous la bannière du Irish Parliamentary Party. Il est réélu aux élections générales britanniques de 1886 avec une forte majorité, mais perd son siège aux élections générales britanniques de 1892.

### Carrière littéraire
Passionné par la littérature, il écrit depuis longtemps sans rien publier. Peu avant son mariage à Édimbourg, en 1884, avec l'actrice Cecilia Loftus (dont il divorce en 1899), il amorce sa prolifique carrière littéraire par la publication du recueil de poèmes Serapion and Other Poems (1883). Il touchera presque tous les genres : poésie, théâtre, roman, nouvelle, essai, biographie, livre d'histoire, en plus d'établir une édition, en 1899, des Essais de Montaigne et de traduire en anglais des classiques de la littérature persane, dont les Rubaiyat de Omar Khayyam.
En 1901 est jouée à New York (puis à Londres l'année suivante), If I Were King, un drame romantique en cinq actes où se succèdent les rebondissements et ayant pour héros le poète français François Villon. Gros succès public, la pièce est aussi un succès critique et est nommée meilleure pièce de l'année sur Broadway. La même année, pour profiter de l'engouement, McCarthy tire de sa pièce un roman paru sous le même titre. La pièce sera adaptée en opérette en 1925 sous le titre The Vagabond King. Cette opérette ou le roman donneront lieu à cinq adaptations au cinéma, notamment Le Vagabond roi (The Vagabond King) réalisé par Ludwig Berger en 1930, avec Dennis King dans le rôle de François Villon ; Le Roi des gueux (If I Were King) réalisé par Frank Lloyd en 1938, avec Ronald Colman en Villon, et Le Roi des vagabonds (The Vagabond King), réalisé par Michael Curtiz en 1956, avec Oreste Kirkop.

## Œuvre
- Serapion and Other Poems (1883)
- Outline of Irish History (1883)
- England under Gladstone, 1880-1885, 2e édition (1885)
- Doom (1886)
- Our Sensation Novel (1886)
- Hafiz in London (1886)
- The Case for Home Rule (1887)
- Camiola, a Girl with a Fortune (1888)
- An Outline of Irish history: from the earliest times to the present day (1890)
- Lily Lass (1890)
- The Fate of Fenella: A Novel (1892), en collaboration
- Modern England (1898)
- Cissie Loftus: An Appreciation (1899)
- The French Revolution, (1899)
- Reminiscences (2 vol., 1899)
- A Short History of the United States (1899)
- A Woman of Impulse (1899)
- A History of the Four Georges (and of William IV) (1901), en collaboration avec Justin McCarthy
- If I Were King (1901), pièce de théâtre
- If I Were King (1901), roman tiré de la pièce du même nom La Curieuse Aventure de Maître François Villon, sire de Montcorbier ou Si j'étais Roi, traduit par Hélène Caron, Paris, Éditions Georges-Anquetil, coll. « Les Belles Œuvres », 1926 (BNF 32402824) ; réédition sous le titre L’Aventure de Maître François Villon, Paris, Libretto, coll. « Littérature étrangère » no 677, 2020  (ISBN 978-2-36914-559-2)
- The Reign of Queen Anne (1902)
- Marjorie (1903)
- The Proud Prince (1903)
- The Lady of Loyalty house (1904)
- The Dryad (1905)
- The Flower of France (1906)
- The Illustrious O'Hagan (1906)
- Needles and Pins (1907)
- The Duke's Motto: A Melodrama (1908)
- Seraphica: A Romance (1908)
- The God of Love (1909)
- The Gorgeous Borgia: a romance (1909)
- The O'Flynn: A Novel (1910)
- The King Over the Water: or, The Marriage of Mr. Melancholy (1911)
- A Health unto His Majesty (1912)
- Calling the Tune (1913)
- Fool of April (1914)
- The Glorious Rascal (Pretty Maids All in a Row) (1915)
- Nurse Benson (1919)
- Henry Elizabeth (1920)
- The Golden Shoe (1921)